# Liên họ Tôm hùm càng
 Liên họ Tôm hùm càng (danh pháp khoa học: Nephropoidea) là một liên họ trong bộ Giáp xác mười chân. Nó chứa các loài tôm hùm càng (Nephropidae) và tôm hùm càng biển sâu (Thaumastochelidae). Họ thứ hai này đôi khi được gộp vào như là một phần của họ Nephropidae. Ngoài ra nó còn chứa 3 họ khác chỉ được biết đến ở dạng hóa thạch là Chilenophoberidae, Protastacidae và Stenochiridae. Các họ hàng gần nhất của nó là Enoplometopidae (tôm hùm rạn san hô).